# خورشیدگرفتگی ۳۱ ژوئیه ۱۹۲۴
خورشیدگرفتگی ۳۱ ژوئیه ۱۹۲۴ (به انگلیسی: Solar eclipse of July 31, 1924) یک خورشیدگرفتگی از نوع خورشیدگرفتگی جزئی است. این خورشیدگرفتگی در تاریخ ۳۱ ژوئیه ۱۹۲۴ میلادی (‎۹ مرداد ۱۳۰۳ خورشیدی) روی داد که زمان اوج آن، ساعت ۱۹:۵۸:۲۰ به‌وقت ساعت هماهنگ جهانی بوده‌است.